# WMF-Haus

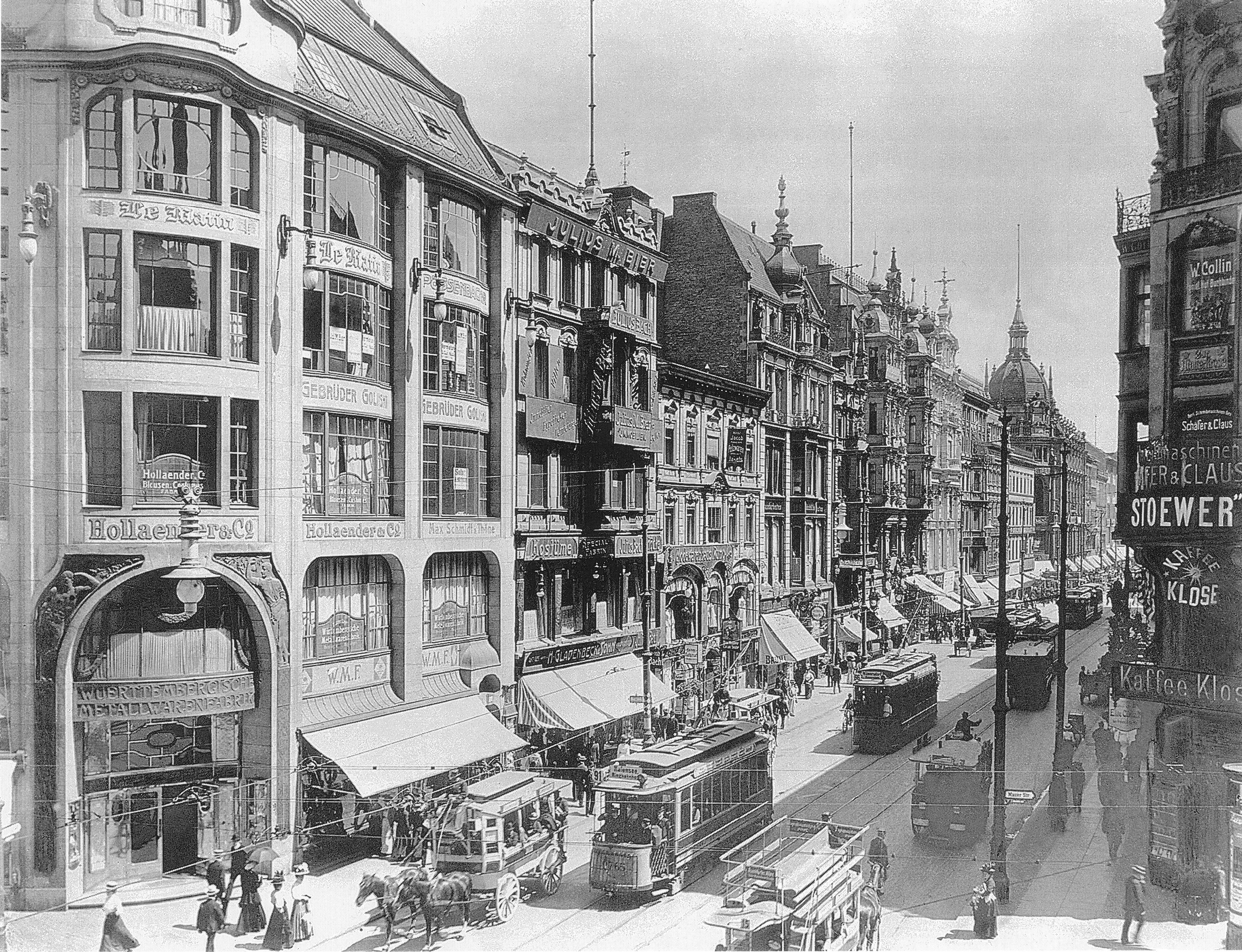
Das WMF-Geschäftshaus im Jahr 1909

Das WMF-Haus ist ein denkmalgeschütztes im Jugendstil errichtetes Büro- und Geschäftshaus in der Leipziger Straße 112/Mauerstraße 12 im Berliner Ortsteil Mitte des gleichnamigen Bezirks.

## Geschichte
Das Gebäude an der Leipziger Ecke Mauerstraße wurde 1904 nach einem Entwurf des Architekturbüros Eisenlohr und Weigle als Geschäftshaus der Württembergischen Metallwaren-Fabrik erbaut. Es diente zum Zeitpunkt der Eröffnung dem Unternehmen als Verwaltungsgebäude. Gegenüber liegt das 1872 erbaute Museum für Kommunikation Berlin. Der Abstand zwischen den beiden Häusern zeigt die ursprüngliche Straßenbreite der Leipziger Straße, welche heutzutage bei Neubebauung wieder verbindlich ist. Im Erdgeschoss bedienten 100 Angestellte die Käufer, zwei darüberliegende Etagen beherbergten eine Musterausstellung des Unternehmens. In den obersten Etagen befand sich die Berliner Redaktion der französischen Zeitung Le Matin. Nach Ende des Zweiten Weltkriegs hatte es verschiedene Nutzer, unter anderem ein Konfektionsgeschäft, Lebensmittelgeschäft und ein Auto-Ersatzteile-Markt. Das Gebäude wurde vom Ost-Berliner Magistrat für die Verbreiterung der Straße 1986 enteignet und verfiel. Am 6. Juni 1990 wurde das Gebäude unter Denkmalschutz gestellt, die WMF erhielt es zurück und verkaufte es an die Helvetic Grundbesitz GmbH. Das Haus wurde berühmt, weil es Anfang der 1990er Jahre Namensgeber und Gründungsstätte für den Technoclub WMF-Club war, dieser besetzte das Haus und veranstaltete illegale Partys.

### Rechtsstreit

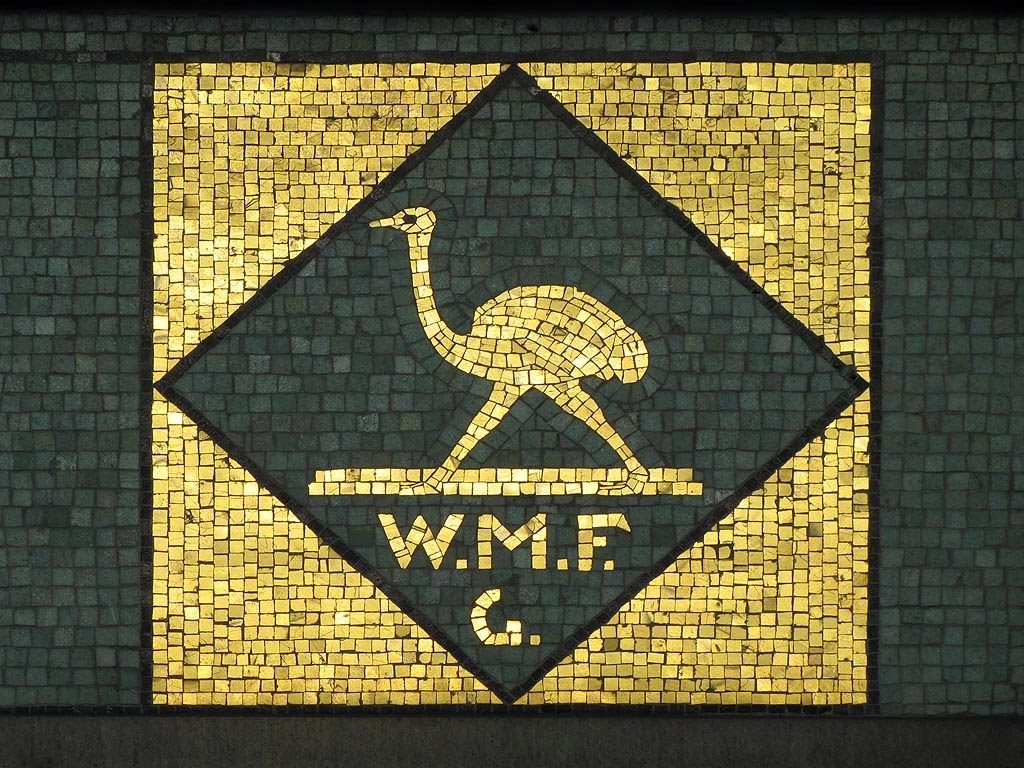
W.M.F.G. / Emblem mit einem laufenden Vogel Strauß

Viele Jahre gab es einen Streit um das Gebäude. Nachdem WMF Mitte der 1990er Jahre ihre ehemalige Repräsentanz in Berlin an die Helvetic-Grundbesitz GmbH verkaufte, sollte es in ein Büro- und Geschäftshaus umgebaut werden. Das Bezirksamt Mitte hatte 1997 die originalgetreue Renovierung per Baugenehmigung abgesegnet, und auch die Denkmalschutzbehörde stimmte zu.
Zu dem Zeitpunkt hatte der SPD-Bausenator Peter Strieder allerdings andere Pläne. Dieser wollte die Leipziger Straße verbreitern und eine Straßenbahn bis zum Potsdamer Platz rollen lassen. Vor dem WMF-Haus war der Gehweg zum damaligen Zeitpunkt recht schmal, weswegen die Senatsbauverwaltung verlangte, einen Arkaden Durchgang von 7,50 Meter Breite innerhalb des Gebäudes zu schaffen. Er sollte von der Friedrich- bis zur Mauerstraße gehen. Die ursprüngliche Baugenehmigung wurde widerrufen. Dagegen wehrte sich die Helvetic-Grundbesitz GmbH. Schließlich hatte der Bezirk „grünes Licht“ gegeben; zudem wären durch einen Arkadengang rund 120 Quadratmeter vermietbare Ladenfläche verloren gegangen.
Sechs Jahre lang dauerte der Rechtsstreit über mehrere Instanzen. Am 22. Mai 2003 entschied dann der 6. Senat des Oberverwaltungsgerichts Berlin gegen die Landesregierung – die Helvetic musste keinen Arkadengang im WMF-Haus zulassen. Die benachbarten Gebäude der Leipziger Straße bauten den Arkaden-Durchgang.

## Architektur
Das Geschäftshaus ist ein fünfgeschossiges Eckgebäude mit Mansarddach. Es zeichnet sich durch eine Pfeilerfassade aus, die mit Naturstein verkleidet ist und das Erdgeschoss mit dem ersten Obergeschoss optisch verbindet. Die Wandflächen sind durch große Glasfenster aufgelöst, was dem Gebäude eine besondere Leichtigkeit verleiht. Trotz langjähriger Vernachlässigung und baulicher Veränderungen, die vor allem das Erd- und das Dachgeschoss betreffen, sind das charakteristische Fassadenraster sowie zahlreiche Jugendstildetails noch gut erkennbar. Die geschwungene Ecklösung sticht besonders heraus, die als gestalterische Hauptachse fungiert, zeugt von hoher künstlerischer Qualität. Geschmückt ist das Eingangsportal mit Bronzereliefs, die sich an beiden Seiten an dem Portalbogen anlehnen. Auf Höhe des fünften Stockes wurde eine Glaskuppel in die Ecke verbaut, die das Gebäude abschließt. Im ersten Stockwerk ist ein Mosaik mit dem Marken-Emblem der Württembergischen Metallwarenfabrik in goldener Farbe mit einem laufenden Vogel Strauß. Die Mosaik-Embleme befinden sich jeweils rechts und links vom Unternehmensschriftzug an der Häuserwand.